# Rune Larsson
Rune Larsson   (Estocolm, 17 de juny de 1924 - Estocolm, 17 de setembre de 2016) fou atleta suec, especialista en els 400 metres llisos i els 400 metres tanques, que va competir durant les dècades de 1940 i 1950.
El 1948 va prendre part en els Jocs Olímpics d'Estiu de Londres, on disputà tres proves del programa d'atletisme. Guanyà la medalla de bronze en els 400 metres tanques, rere Roy Cochran i Duncan White, i els 4x400 metres relleus, formant equip amb Kurt Lundquist, Lars Wolfbrandt i Folke Alnevik. En els 400 metres quedà eliminat en sèries. Quatre anys més tard, als Jocs de Hèlsinki, disputà, sense sort, dues proves del programa d'atletisme.
En el seu palmarès també destaquen dues medalles de bronze al Campionat d'Europa d'atletisme, en els 400 metres tanques el 1946 i en el 4x400 metres relleus el 1950. Guanyà sis campionats nacionals en els 400 metres tanques (1946 a 1951) i dos en els 400 metres llisos (1947, 1948). Entre 1948 i 1958 va posseir el rècord nacional dels 400 metres tanques.
El 1951 va rebre Guldmedalj Svenska Dagbladets, el premi al millor atleta suec d'aquell any.

## Millors marques
- 400 metres. 47.9" (1948)
- 800 metres. 1' 51.6" (1948)
- 400 metres tanques. 51.9" (1948)[7]